# The Story of Thor 2
The Story of Thor 2, i Japan känt som Thor ~Seirei-Ō Kiden~ (トア 〜精霊王紀伝〜 Toa ~Seirei-Ō Kiden~?, lit. "Thor ~Chronicles of the Elemental King~") och i Nordamerika som The Legend of Oasis, är ett actionrollspel från 1996 utvecklat av Ancient och utgivet av Sega till Sega Saturn. Spelet är uppföljaren till The Story of Thor, som 1994 släpptes till Sega Mega Drive.

## Handling
Spelets huvudperson, Leon, skall hitta sex olika andar och använda deras krafter i kampen mot den onde trollkarlen Agito och hans anhängare.

### Fotnoter
1. ↑  ”The Legend of Oasis” (på engelska). Mobygaems. 13 mars 1996. http://www.mobygames.com/game/legend-of-oasis. Läst 17 maj 2014.